# شارل هانری دو فوشه‌کور
شارل هانری دو فوشه‌کور (به فرانسوی: Charles-Henri de Fouchécour؛ زادهٔ ۱۹۲۵) ایران‌شناس فرانسوی است.
او برای نگارش کتاب اخلاقیات: مفاهیم اخلاقی در ادبیات فارسی برگزیدهٔ اولین دورهٔ جشنوارهٔ بین‌المللی فارابی شد. او مؤسس نشریهٔ چکیده‌های ایرانشناسی است.